# Luciano Tavilla
Luciano Tavilla (Santo Stefano di Magra, 18 agosto 1925 – Fondotoce, 24 aprile 1945) è stato un partigiano italiano, medaglia d'oro al valor militare alla memoria.

## Biografia
Figlio di un impiegato delle Ferrovie in servizio a Milano, Luciano Tavilla aveva appena terminato gli studi presso una Scuola di avviamento industriale quando decise di unirsi ai partigiani che combattevano in Val d'Ossola. Inserito in una formazione, poco tempo dopo, per quanto fosse giovanissimo, gli fu affidato il comando di un distaccamento della Brigata Garibaldi "Mario Flam". Il ragazzo si distinse per il suo coraggio in numerose azioni contro i nazifascisti e cadde con le armi in pugno, proprio nel giorno dell'insurrezione popolare.